# Ди Капуа, Джулиано
Джулиа́но ди Ка́пуа (итал. Giuliano Di Capua; род. 31 августа 1971) — российский актёр и режиссёр. Итальянец, родом из Швейцарии.
Окончил Санкт-Петербургскую академию театрального искусства. Режиссёр спектаклей «Монологи вагины» (Ив Энслер), «1900» (А. Барикко), «Распутник» (Э. Шмидт), «Бешеные псы» (К. Тарантино), «Мария де Буэнос-Айрес» Архивная копия от 4 декабря 2010 на Wayback Machine (Пьяццола, Феррер), «Медея. Эпизоды» Архивная копия от 10 сентября 2018 на Wayback Machine (А. Никонов), «Жизнь за царя», «Слово и дело», «Репортаж с петлёй на шее».

## Биография
Джулиано ди Капуа родился в 1971 году в Цюрихе (Швейцария), швейцаро-итальянец.
В 1991 году окончил Лицей искусств в Цюрихе, в 1995 университет Аль-Азхар (Каир) по специальности «Арабская поэзия VIII—IX вв.».
В 2000 году окончил Санкт-Петербургскую академию театрального искусства.
Играл в дипломном спектакле мастера курса В. М. Фильштинского «Дядя Ваня» (Войницкий, спектакль — лауреат фестиваля «Рождественский парад-1999»), в театре «Особняк» — в спектакле «Бам-бам-бам» по Д. Хармсу (реж. В. Перминов), в театре «Приют Комедианта» играет Юлио в спектакле «Венецианка» (режиссёр М. Груздов).
В Театр на Литейном пригласили на роль в «Capriccio/Каприччио» (реж. Р. Смирнов).
Потом набрал команду, из которой родилась «Мастерская театра „На Литейном“». Там занят в спектаклях «Эдип-царь» в роли царя Эдипа (реж. А. Прикотенко, спектакль удостоен премии «Золотая маска»). В спектакле «Слуга двух господ» (реж. А. Прикотенко) играет роль Труффальдино, а в спектакле «Антигона» (реж. А. Прикотенко) — Фесея и Корифея.
Снимался в фильмах «Рождественская мистерия» режиссёра Юрия Фетинга и Андрея Кравчука, «Красный стрептоцид» В. Чигинского, «Четыре таксиста и собака» Фёдора Попова, «Сисси» и «Матрёшка» (обе франц. произв.), «Русская игра» (Павел Чухрай), в телесериалах «Кобра» А. Сиверса, «Тайны следствия», «Убойная сила» Москвитина, «София» и пр. Снимался в проекте «Старые песни о главном».
Лауреат премии «Муза Петербурга-2000» за роль Войницкого в спектакле «Дядя Ваня» В. М. Фильштинского. Стипендиат премии Сергея Юрского.
Как солист-бандонеонист принимал участие в Академических концертах в Смольном соборе, в академической капелле (Европейский оркестр танго под руководством Мориц фон Онкен) и в малом зале санкт-петербургской филармонии (бандонеонист и солист-вокалист, ансамбль Remolino). Концертировал по Европе.
Французский, итальянский, немецкий, английский языки знает в совершенстве. Испанский и русский знает очень хорошо, арабский достаточно бегло.
Дебютировал в 2003 году как режиссёр в Театре русской драмы г. Вильнюс со спектаклем «Монологи вагины» (почётный гость фестиваля новой драмы в Москве 2003).
Был режиссёром спектакля «Распутник» в 2005 году в Театре русской драмы г. Вильнюс.
Разработка и проведение «Пикколо Музик Фестиваль» в г. Ембрах, Швейцария в 2004 году.
Спектакль «Монологи вагины» — Санкт-Петербург (2005).
Спектакль «Трехгрошовый концерт» (Piссolo Musicfestival в г. Эмбрах, Швейцария в 2006 году.)
Спектакль «1900», в Филармонии джазовой музыки, Санкт-Петербург, 2007.
в 2008 году вместе с актрисой Илоной Маркаровой Архивная копия от 22 сентября 2018 на Wayback Machine (бывшая супруга, в разводе с 2011 года) Архивная копия от 22 сентября 2018 на Wayback Machine основал независимый театральный проект «Театро Ди Капуа» Архивная копия от 15 сентября 2010 на Wayback Machine
Спектакль «Мария де Буэнос-Айрес», (2008)
Спектакль «Медея. Эпизоды», текст Леха Никонов, поэма «Медея» (2010). Премьера состоялась 10, 11 марта на сцене ЦСИ им. Курехина.
Спектакль «Жизнь за царя», по документам оставленным членами Партии «Народная Воля». Спектакль Лауреат премии «Золотая маска» и «Золотой софит»
Спектакль «Слово и дело» по документам XVII века (премьера март 2016 г.)
Спектакль «Репортаж с петлей на шее» Архивная копия от 6 марта 2019 на Wayback Machine совместно с Илоной Маркаровой, премьера состоялась в октябре 2018 года
С 2002 года работает ведущим, конферансье . В 2004—2005 годах был ведущим ток-шоу телеканала 100ТВ «Он вернулся». С 2005 года лицо «Модного дома Ларисы Погорецкой».

## Признание и награды
- Лауреат премии «Золотая Маска»,
- Лауреат премии «Муза Петербурга-2000»,
- Стипендиат премии Сергея Юрского.
- Спектакль «Мария де Буэнос Айрес» (режиссёр) — номинация премии «Золотая Маска 2009» лучший музыкальный спектакль[9], а также Total Theater Awards: Best Physical and Visual Production, а также Musical Theater Matters Awards: Best Production, Edinburgh Festival Fringe 2010
- Спектакль «Медея. Эпизоды» — номинант Независимой Музыкальной Премии Артемия Троицкого «Степной волк» в номинации «Нечто», обладатель Гран-При премии им. Сергея Курёхина 2011
- Спектакль «Жизнь за царя» стал обладателем «Золотой маски» 2015 в номинации «ЛУЧШИЙ СПЕКТАКЛЬ МАЛОЙ ФОРМЫ»
- Спектакль «Репортаж с петлей на шее» стал обладателем приза общества «Театрал» и вошёл в лонг лист Премии «Золотая маска» 2020

## Фильмография
1. 1999 — Агент национальной безопасности (1-й сезон) — эпизод, нет в титрах (в серии «Наследник»)
2. 2000 — Рождественская мистерия
3. 2001 — Кобра. Черная кровь
4. 2001 — Тайны следствия (1-й сезон)
5. 2002 — Агентство «Золотая пуля»
6. 2002 — Красный стрептоцид
7. 2003 — Агент национальной безопасности 4 — Саид Аль-Мастафа (в 37-й и 38-й сериях «Меч пророка»)
8. 2003 — Убойная сила 5
9. 2004 — Легенда о Тампуке — главврач (озвучил Артур Ваха)
10. 2004 — Четыре таксиста и собака — Рикардо Росси
11. 2005 — Счастливый
12. 2005 — Фаворит — Ибрагим Ганнибал
13. 2006 — Коллекция
14. 2006 — Четыре таксиста и собака 2 — Рикардо Росси
15. 2007 — Русская игра — Лукино Форца
16. 2007 — Юнкера
17. 2008 — Акмэ — Энцо
18. 2008 — Гаишники — «Ворон»
19. 2008 — Двое из ларца 2 — Марио
20. 2009 — Смотри инструкцию (кор.)
21. 2010 — Москва, я люблю тебя! (эпизод «Mosca ti amo!») — итальянец-футболист
22. 2011 — Часы любви — Стефано
23. 2011 — Откройте, это я[10] — Эдик
24. 2011 — Возмездие — Хитано
25. 2011 — Беглец — гример Жора
26. 2011 — Сплит — Рикардо
27. 2013 — Семь главных желаний — эпизод
28. 2013 — Море. Горы. Керамзит — Мишель
29. 2013 — Морские дьяволы. Смерч -2 — Арман Маре
30. 2013 — Посредник — шаман
31. 2013 — Спаси и сохрани
32. 2013 — Шаман 2
33. 2014 — Василиса
34. 2014 — Ищу попутчика
35. 2015 — Взрослые дочери
36. 2015 — Запрет — Джакомо
37. 2015 — Орлова и Александров — Бриони
38. 2015 — Профиль убийцы 2 — Луиджи Джинальди
39. 2015 — Влюблённые женщины
40. 2015 — Праздник непослушания
41. 2016 — София — Иван Фрязин
42. 2019 — Формула преступления — Луи Филипп Калиостро
43. 2022 — Ловец снов — Бернардо, повар
44. 2022 — Чайки — Чиро Каррера
45. 2023 — Шаляпин — Винченцо, итальянский антрепренёр
46. 2023 — Аутсайдер — Луиджи Грассо, искусствовед
47. 2023 — Отпуск в октябре — французский продюсер